# Conrack
Conrack és una pel·lícula dramàtica estatunidenca de 1974 basada en el llibre autobiogràfic de 1972 The Water Is Wide de Pat Conroy, dirigida per Martin Ritt i amb Jon Voight en el paper principal, al costat de Paul Winfield, Madge Sinclair, Hume Cronyn i Antonio Fargas. La pel·lícula es va rodar a Brunswick i va ser estrenada per 20th Century Fox el 15 de març de 1974.
La novel·la es va tornar a adaptar com a The Water Is Wide el 2006, un telefilm protagonitzat per Jeff Hephner i Alfre Woodard.

## Argument
La història ressegueix un jove professor, Pat Conroy, destinat l'any 1969 a l'illa de Yamacraw, davant de la costa de Carolina del Sud, i habitada majoritàriament per famílies afroamericanes pobres. Descobreix que els infants i els adults han estat aïllats de la resta del món i parlen un dialecte anomenat gullah, que com a mostra, «Conrack», el títol de la novel·la, és el millor que poden fer per pronunciar el seu cognom.
Conroy intenta mostrar-los el món exterior, però entra en conflicte tant amb la directora de l'escola com amb el senyor Skeffington, l'inspector. Els ensenya a raspallar-se les dents i a nadar, qui és Babe Ruth i fa que els infants escoltin música, com ara El vol del borinot i la Simfonia núm. 5 de Beethoven. Es sorprèn també que mai no hagin sentit a parlar de Halloween i decideix portar-los a Beaufort, a terra ferma, per anar a juagar el paga o plora.